# Mitsubishi Pistachio
Mitsubishi Pistachio — трёхдверный хетчбэк, представленный компанией Mitsubishi Motors в декабре 1999 года. Базирован на платформе Mitsubishi Minica. Всего было продано 50 экземпляров по цене 959000 йен.

## Технические характеристики
Автомобиль Mitsubishi Pistachio оснащён шестнадцатиклапанным двигателем внутреннего сгорания 4A31 объёмом 1094 см3 (DOHC), мощностью 54 кВт (73 л. с.) при 6000 об/мин и крутящим моментом 100 Н·м при 4000 об/мин. При создании автомобиля компания Mitsubishi Motors нацеливалась на экономию топлива и минимизацию выбросов CO2. Его снаряжённая масса составляет 700 кг, размер шин — 135/80R13. Дополнительно автомобиль оснащён электрическим гидроусилителем рулевого управления, выпускным коллектором из нержавеющей стали, алюминиевыми дисками и капотом, тонкое стекло и алюминиевые спинки сидений. Под капотом использовалась система как прямого впрыска бензина (GDI), так и автоматической остановки (ASG), которая глушит двигатель при остановке автомобиля и автоматически перезапускает его при нажатии на сцепление. Расход топлива составляет 3,33 л на 100 км.